# スーパースコープ (映画)
スーパースコープ (SUPERSCOPE) は、1950年代にアメリカで開発されたワイドスクリーン映画の方式の一つである。
この方式を開発したアメリカの企業、スーパースコープ社は東京通信工業（現ソニー）製テープレコーダー等の販売代理店業務を行ったり、スタンダード工業（後の日本マランツ）に資本参加するなど、日本の音響・映像機器産業の発展にも影響を与えた。

## スーパースコープ方式
ユダヤ系アメリカ人のジョセフ・タシンスキー 兄弟によって考案された方式。
1954年のゲイリー・クーパー、バート・ランカスター主演『ベラクルス』（ロバート・アルドリッチ監督）が初の公開作品。当初の画面アスペクト比は 2 : 1 であったが、後に 2.35 : 1 の「スーパースコープ235」となる。ハリウッド黄金期における5大メジャースタジオの一つ、RKO社などで採用され「RKOスコープ」などとも呼ばれた。通常の35mm用レンズで撮影するため製作側の機材選定や手法の自由度が高い、一つの撮影画面からスコープ・サイズとスタンダード・サイズ（アスペクト比 1.33 : 1  → 4 : 3）の両方の完成画面が得られる、シネマスコープ方式に比べ画面両端の歪みが少ないなどの利点があったが、単純にネガの上下方向をトリミングする事でワイド画面とするため実質的な記録面積が狭くなり画質が悪い、常に縦方向に余裕を残した「引き」のショットでの撮影をしなければならないなど欠点も多く、1957年にRKO社が倒産したことなどもあり、ワイドスクリーン映画の規格としては短命に終わった。
日本では東映がワイド映画の配給を睨んで採用。なお、東映が製作した映画でスーパースコープ方式を用いた作品は5本程度と言われている。
スーパースコープ235を改良した「スーパー35」方式が、映画作品のビデオ鑑賞が一般化した1980年代～1990年代の作品で多く用いられた。

## スーパースコープ社
1957年、タシンスキー兄弟が東映にスーパースコープ・システムを納入するため来日。東京通信工業（現ソニー）製のテープレコーダーに驚嘆し、アメリカ国内での販売代理店契約を結ぶ。当時の日本は外貨の持ち出し制限がかかっていたため、納入したスーパースコープの代金をドルで持ち帰る事が出来ないという事情があったためとも言われる。以降1970年代前半まで、テープレコーダーとマイクロホンを中心にソニー製品のアメリカでの販売代理店としての業務を行う。
1964年には、資金難に陥った高級オーディオメーカー「マランツ・カンパニー」を創業者のソウル・バーナード・マランツから買収。真空管アンプの雄であったマランツ製品をトランジスタアンプでも成功させ、積極拡大路線をとったスーパースコープ社は当時拡大していた低価格なレシーバー市場にも進出するため日本のメーカーに開発を依頼し1968年にスタンダード工業（当時）の試作機を採用して発売しマランツ・カンパニーをハイエンド製品の少量生産メーカーから世界規模の総合音響メーカーへ変貌させようとする。1975年にはスタンダード工業が日本マランツと商号変更し、STANDARDブランドに代わってSUPERSCOPEブランドを冠した音響製品を日本で展開した。しかし拡大路線が裏目に出た1980年に極度の資金難に陥ったスーパースコープ社はアメリカ、カナダ以外の地域でのマランツ製品の製造・販売権及び海外資産、拠点(日本マランツも含む)をオランダのフィリップス社に売却した。
1987年にダイナスキャン社（現コブラエレクトロニクス）に買収され、ジョセフ・タシンスキーが辞任。1990年にはアメリカ、カナダにおけるマランツ製品の商標権・販売権もフィリップスに売却した。現在はハリウッドがあるカリフォルニア州を離れ、イリノイ州に本拠を置くスーパースコープ・テクノロジーズ社が様々な特殊再生機能を搭載した楽器練習用CDプレーヤーなどを開発販売している。日本国内では株式会社CSRが製品のライセンス生産、及び販売を担当している。

## 参照
1. ↑  Glenn Erickson. “VERA CRUZ”.   DVD Savant Review. 2013年6月21日閲覧。
2. ↑  “シネマスコープについて（その二）”. 2013年5月31日閲覧。

- “About Superscope Technologies”.   SuperScope Technologies. 2013年5月31日閲覧。